# Sportsland SUGO

El Sportsland SUGO es un autódromo de la ciudad de Murata, prefectura de Miyagi, Japón propiedad de la marca de motocicletas Yamaha. Fue inaugurado en 1975, y posee un circuito asfaltado de 3.740 metros de longitud, una pista de motocross, una zona de trial y un circuito de karting.
Sugo recibe habitualmente al Campeonato Japonés de Gran Turismos, la Fórmula Nippon, el D1 Grand Prix y el Campeonato Japonés de Superbikes. Entre 1988 y 2003 fue sede del Campeonato Mundial de Superbikes.